# 维克托·兰赫尔
维克托·兰赫尔（西班牙語：Víctor Rangel，1957年3月11日—），墨西哥男子足球运动员，司职前锋。他曾代表墨西哥国奥队参加1975年泛美运动会和1976年夏季奥林匹克运动会，其中1975年泛美运动会获得一枚金牌。